# Abroñigal (ruisseau)
Le ruisseau Abroñigal (dénommé aussi ruisseau de Valnegral) est un affluent de la rivière Manzanares, affluent, à son tour, du Jarama. Ce ruisseau est actuellement souterrain dans sa quasi-totalité et il traverse la ville de Madrid en Espagne. La petite dépression qu'il forme a été utilisée comme moyen d'insonorisation naturelle lors de la construction de l'autoroute circulaire  M-30 (aujourd'hui Rue 30) dans les années 1970. Une bonne partie de la zone est de la voie correspond à son lit. L'Abroñigal donne aussi son nom à la gare de Madrid-Abroñigal (es), consacrée au transport de marchandises et située au sud-est de la capitale.

## Histoire
Ce ruisseau est nommé de Valnegral ou de Briñigal est habituellement appelé de Abroñigal. Son nom vient de l'existence au XIIe siècle, d'un village situé près de Madrid appelé Valnegral ou Val du Nogueral dont le nom a évolué avec le temps à Breñigal puis Abroñigal. Au XIVe siècle ce ruisseau, ainsi que ses affluents, irriguait les "Vergers de Calatrava” propriété du commandant de Moratalaz. Lors de la construction du palais du Buen Retiro on a enfoui une partie de son lit. Les eaux de l'Abroñigal alimentaient alors deux conduites d'eau madrilènes : le Haut Abroñigal (es) et le Bas Abroñigal (es).